# خواب و بیدار
خواب و بیدار یک مجموعهٔ تلویزیونی ایرانی به نویسندگی و کارگردانی مهدی فخیم‌زاده است که از شهریور تا اسفند سال ۱۳۸۱ از شبکه یک سیما روی آنتن رفت.

## داستان
توران (رؤیا نونهالی) که به ناتاشا شهرت دارد و یک تبهکار حرفه‌ای است، پس از سال‌ها به ایران بازمی‌گردد. او با عبدالله پلنگ که یک خلافکار سابقه‌دار بوده و سال‌هاست کار خلاف را کنار گذاشته، شروع به سرقت مسلحانه می‌کنند و پلیس در پی دستگیری آن‌هاست که…

## بازیگران و شخصیت‌ها

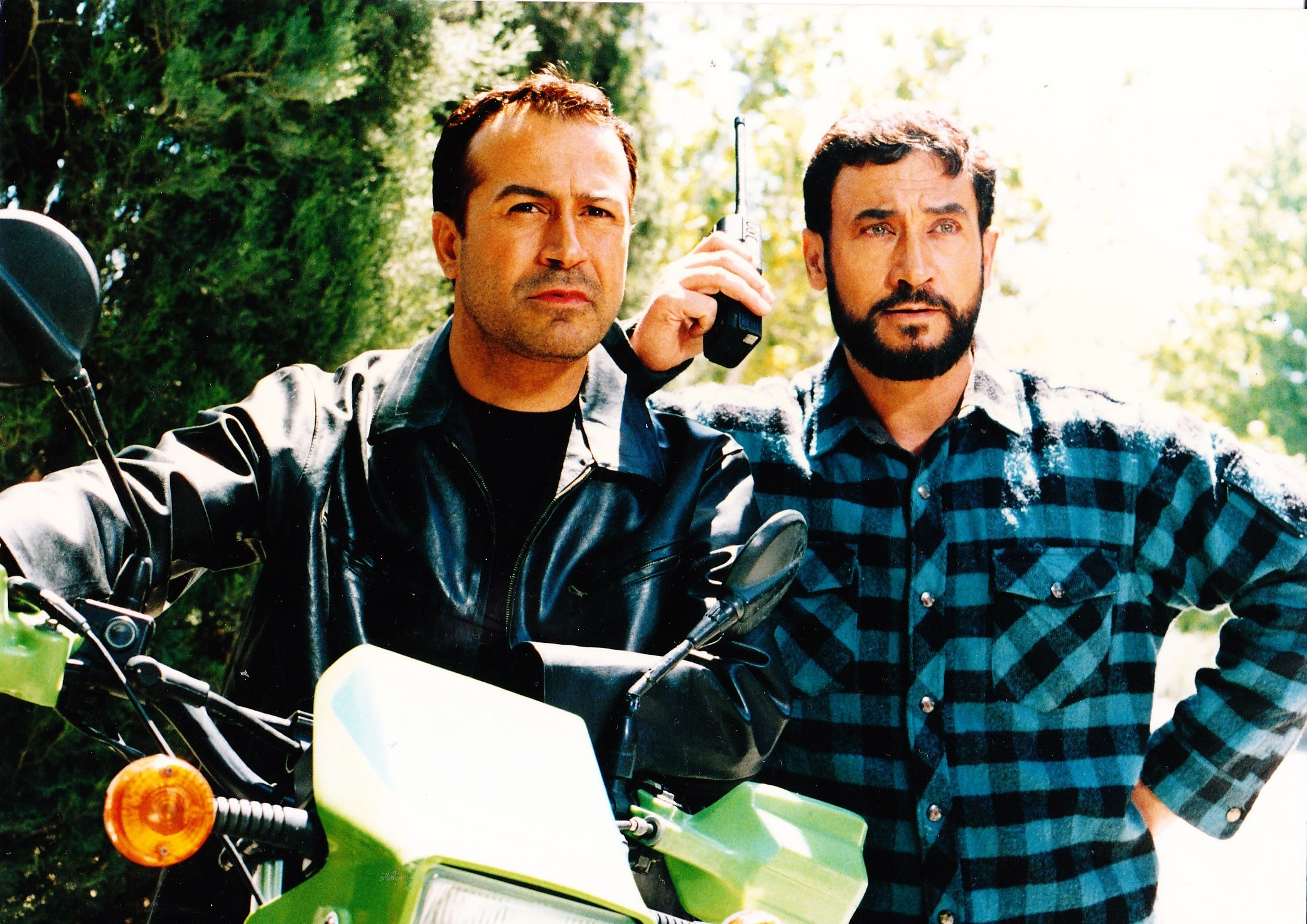
دانیال حکیمی و محمد صادقی در سکانسی از سریال

| بازیگر          | نقش              | توضیحات                                               |
| --------------- | ---------------- | ----------------------------------------------------- |
| رؤیا نونهالی    | ناتاشا (توران)   | معروف به ناتاشا هانتر، قاچاقچی مواد مخدر، سارق، آدمکش |
| مهدی فخیم‌زاده   | اصغر آقابالا     | معروف به اصغر کُپَک، ناپدری ناتاشا، همسر مونس           |
| محمد صادقی      | مرتضی حسینی      | سروان و همسر سرگرد جلالی                              |
| لادن طباطبایی   | سودابه جلالی     | سرگرد، همسر سروان حسینی و خواهر جلالی                 |
| دانیال حکیمی    | علی جلالی        | سروان، برادر سرگرد جلالی و همسر شیرین                 |
| حبیب دهقان‌نسب   | سرهنگ جواد رضایی | مافوق سروان جلالی و سروان حسینی                       |
| اردشیر تفتی     | عبدالله پلنگ     | سارق حرفه‌ای، قاتل دامادش اردشیر                       |
| کامران تفتی     | اردشیر           | داماد عبدالله                                         |
| حسین فلاح       | حسن              | پسر عبدالله                                           |
| لیلا برخورداری  | کبری             | دوست عیسی                                             |
| متین عزیزپور    | عیسی             | دوست کبری                                             |
| انوشیروان فاطمی | همایون صاحب‌جم    | خلافکار                                               |
| اکبر قدمی       | یوسفی            | قاچاقچی مواد مخدر                                     |
| ثریا حلی        | مونس             | مادر توران، همسر اصغر کُپَک                             |
| شیرین کاظمی     | سمیه             | مادر عیسی                                             |
| مونا بانکی‌پور   | شیرین            | همسر علی جلالی                                        |
| فریده گرمساری   | دستیار یوسفی     |                                                       |
| محمود بنفشه‌خواه | جمال جنی         | دوست عبدالله پلنگ                                     |
| میرمحمد تجدد    | امیر موسوی       | سرتیپ                                                 |
| مرضیه اقبالی    | مادر کبری        |                                                       |
| بهروز قادری     | سروان پلیس       |                                                       |
| احمد وهاب‌پور    | سروان پلیس       |                                                       |
| صدیف آرمیده     | دستیار یوسفی     |                                                       |
| حسن علیرضایی    | افسر تجسس        |                                                       |

### دیگر دست‌اندرکاران
| نویسنده و کارگردان | مدیر فیلمبرداری | تهیه‌کننده         | موسیقی متن  | گریم        | مربی                       |
| ------------------ | --------------- | ----------------- | ----------- | ----------- | -------------------------- |
| مهدی فخیم زاده     | رسول احدی       | سید جمال ساداتیان | ناصر چشم‌آذر | فرزین فردین | حیوانات سینمایی:امیر رهبری |

## جوایز و نامزدها
| سال  | جایزه                | رده                             | دریافت‌کننده   | نتیجه    |
| ---- | -------------------- | ------------------------------- | ------------- | -------- |
| ۱۳۸۲ | هفتمین دوره جشن حافظ | بهترین مجموعه تلویزیونی         | جمال ساداتیان |          |
| ۱۳۸۲ | هفتمین دوره جشن حافظ | بهترین مجموعه تلویزیونی         | جمال ساداتیان | نامزدشده |
| ۱۳۸۲ | هفتمین دوره جشن حافظ | بهترین کارگردانی تلویزیونی      | مهدی فخیم‌زاده | برنده    |
| ۱۳۸۲ | هفتمین دوره جشن حافظ | بهترین فیلمنامه تلویزیونی       | مهدی فخیم‌زاده | نامزدشده |
| ۱۳۸۲ | هفتمین دوره جشن حافظ | بهترین بازیگر زن درام تلویزیونی | رؤیا نونهالی  | برنده    |

- نشریه معتبر دنیای تصویر نقش ناتاشا (با بازی رویا نونهالی) را جزو ۱۰۰ نقش ماندگار تاریخ سینما و تلویزیون ایران انتخاب کرد.[۶]

## روند ساخت سریال
مهدی فخیم‌زاده نویسنده و کارگردان سریال «خواب و بیدار» دربارهٔ روند ساخت این سریال در مصاحبه‌ای تلویزیونی گفت: «آقای قالیباف آن زمان فرمانده نیروی انتظامی بود. به سراغ من آمد و گفت می‌خواهم کاری دربارهٔ پلیس بسازی. گمان کردم به دنبال یک فیلم تبلیغاتی باشند. گفتند نه، فیلم تبلیغاتی نمی‌خواهیم، امروز مردم در جامعه، ما را به چشم همان آژان‌ها می‌بینند؛ در صورتی که ما به دنبال طراحی یک پلیس مدرن هستیم و آن زمان تازه ۱۱۰ راه‌اندازی شده بود. با شناختی که به این فضا پیدا کردم، سریال «خواب و بیدار» را ساختم.»
او ادامه داد: «دوستان نیروی انتظامی هم مشاوره‌هایی دربارهٔ این کار می‌دادند، امّا به‌هیچ‌وجه دخالتی در خط داستان و قصه نمی‌کردند. آن زمان آقای قالیباف با این کار قصد داشت، ساخت فیلم‌هایی در این ژانر را ترویج کند و این اتفاق افتاد؛ امّا به مرور مخصوصاً از زمانی که «ناجی هنر» شکل گرفت، عملاً ترمزی شد برای تولید این جنس فیلم‌ها. چون اساساً به دنبال یک فیلم پروپاگاندا در جهت سیاست‌های بروکراتیک نیروی انتظامی و شکل‌گیری یک شخصیت کلیشه‌ای رفتند.»